# Nicole Brandebusemeyer
Nicole Brandebusemeyer (* 9. Oktober 1974 in Georgsmarienhütte) ist eine ehemalige deutsche Fußballspielerin und -trainerin.

## Karriere

### Vereine
Brandebusemeyer begann beim Hagener SV mit dem Fußballspielen und war später für Grün-Weiß Brauweiler als Abwehrspielerin aktiv. Während ihrer Vereinszugehörigkeit gewann sie drei Titel. In der Saison 2003/04 bestritt sie 20 Bundesligaspiele für den im Jahr 2000 in FFC Brauweiler Pulheim umbenannten Verein und erzielte drei Tore.

### Nationalmannschaft
Für die A-Nationalmannschaft bestritt sie acht Länderspiele, wobei sie ihr Debüt am 5. Februar 1998 in Catania beim 1:0-Sieg über die Nationalmannschaft Italiens mit Einwechslung für Sonja Fuss ab der 66. Minute gab. Es folgten jeweils zwei Begegnungen mit der Nationalmannschaft Neuseelands und der der Vereinigten Staaten, die am 26. und 28. Mai mit 4:1 und 8:0 gewonnen wurden sowie mit 1:1 unentschieden und mit 2:4 endeten. 1999 bestritt sie ferner das am 25. März in Holzwickede gegen die Nationalmannschaft Chinas mit 0:3 verlorene und das am 26. Mai gegen die Schweizer Nationalmannschaft mit 2:0 gewonnene Länderspiel.
Sie gehörte zum Kader für die WM 1999 in den USA, kam im Turnier jedoch nicht zum Einsatz. Ihren achten und letzten Einsatz als Nationalspielerin bestritt sie am 19. September 2000 im letzten Spiel der Gruppe E des olympischen Fußballturniers beim 1:0-Sieg über die Nationalmannschaft Schwedens, als sie für Maren Meinert in der 86. Minute eingewechselt wurde. Als Teil der Mannschaft, die das Spiel um Bronze am 28. September in Sydney mit 2:0 gegen die Nationalmannschaft Brasiliens gewann, wurde ihr diese Medaille ebenso zuteil.

## Erfolge
- Olympische Bronzemedaille 2000
- Deutscher Meister 1997
- DFB-Pokal-Sieger 1997
- DFB-Supercup-Sieger 1997
- Finalist Länderpokal 1997
- Hochschulmeister 1997
- Niedersachsenmeister 1991

## Auszeichnungen
- Silbernes Lorbeerblatt (verliehen am 2. Februar 2001 von Bundespräsident Johannes Rau)[1]

## Sonstiges
- In der Saison 2002/03 war sie als Spielertrainerin beim FSV Frankfurt tätig.
- Sie schloss ein Sportstudium als Diplom-Sportwissenschaftlerin ab und ist als Personal Trainer tätig.
- Sie ist Angestellte des Hagener SV[2]